# Mæla
Mæla est une localité du comté de Nordland, en Norvège.

## Géographie
Administrativement, Mæla fait partie de la kommune de Rana.